# سلمان عبد الرزاق الأسود
سلمان عبد الرزاق الأسود هو سياسي عراقي سابق ولد في بغداد سنة 1918، شغل مناصب وزارية في العراق. حصل على بعثة دراسية في ثلاثينيات القرن العشرين للدراسة في الجامعة الأمريكية في بيروت، تخرج بكالوريوس علوم كيمياء، انهى بعد ذلك دراسة القانون في بغداد وحصل على ليسانس حقوق، درس بعد ذلك الأقتصاد والعلوم المالية وتخرج من جامعة هارفرد في الولايات المتحدة الأمريكية.
ينتمي إلى عائلة عريقة من الكرادة الشرقية، وهناك شارع على اسم العائلة (شارع أسود), ترجع أصول العائلة لقبيلة خزاعة من الفرات الأوسط.
شغل منصب وزير المالية فترة قصيرة عام 1963، حيث عين في المنصب بعد استقالة الدكتور محمد جواد العبوسي في 7 تشرين الأول 1963، ثم شغل ذات المنصب في وزارة عارف عبد الرزاق عام 1965، ثم عين وزيرا للتخطيط في وزارتي عبد الرحمن البزاز الأولى والثانية عامي 1965 و1966.